# JADE
JADE（ジェイド、8月8日 - ）は、日本のプロレスラー。鳥取県出身。関西のプロレスラー。2015年鳥取のインディープロレスでデビュー。同年12月より関西、東海地区の団体等でフリーランスのヒールレスラーとして活動。

## 来歴
子供の頃にTV中継で見たプロレスにハマりプロレスラーになりたいと夢を抱くが、周りの猛反発にあい、プロレスラーになる事を断念。キックボクシングを始めるが、たまたま地元のプロレスのインディ団体の試合を見てプロレス熱が再燃し、団体側に入団を直訴し、プロレスの世界に飛び込む。
2015年3月鳥取のインディ団体でデビュー。1年間活動したのち、プロになる為に活動拠点を大阪に移転。関西、東海地区の団体等でフリーランスのヒールレスラーとして活動。
2023年2月には生野区民センターで行われたBRSプロデュース興行、BRS認定GLORY選手権試合にて第2代チャンピオン吉田憂次から勝利し、第3代BRS認定GLORYチャンピオンとなる。

## 逸話
- キックボクシングで養われた蹴り技を得意とし、その蹴り技を中心とした攻撃を武器とするが、その蹴りの威力があまりに大きく蹴った衝撃で自分の膝が破壊し、9ヶ月間の戦線離脱を余儀なくされるほどの蹴りの威力を持つ。
- ヒールレスラーのディアブロに見いだされ、柳ヶ瀬プロレスに参戦すると、その暴れっぷりから『暴君』の異名が定着する。その後、ZERO-ONE所属の久保田ブラザーズ（ヤス久保田・ヒデ久保田）とヒールユニットとして活動。

## 参戦団体
- 柳ケ瀬プロレス
- BRSプロデュース興行
- 河内プロレス
- 西湘プロレス
- FU☆CK
- Kassama　他

## 得意技
- 蹴り技各種
- ムーンサルトプレス
- ブルーサンダー

## テーマ曲
- 「Fuel」（メタリカ）